# Uummannaq
Uummannaq es una localidad situada en el municipio de Avannaata, en Groenlandia (Dinamarca). Tiene una población estimada, a inicios de octubre de 2024, de 2199 habitantes.
El nombre significa "en forma de corazón". La localidad está ubicada en una pequeña isla de 12 km² en el fiordo homónimo, a unos 460 kilómetros del círculo polar ártico. Debe su nombre a una montaña cercana, que domina el poblado a una altitud de casi 1200 metros.

## Historia
Los hallazgos y ruinas prehistóricos dan testimonio de que la zona ha estado habitada durante miles de años. La isla de Uummannaq se convirtió en un sitio de caza de ballenas en el siglo XVIII. Después llegaron comerciantes y misioneros, y en 1763 el administrador de la colonia danés IH Bruun fundó el pueblo como colonia.

## Imágenes

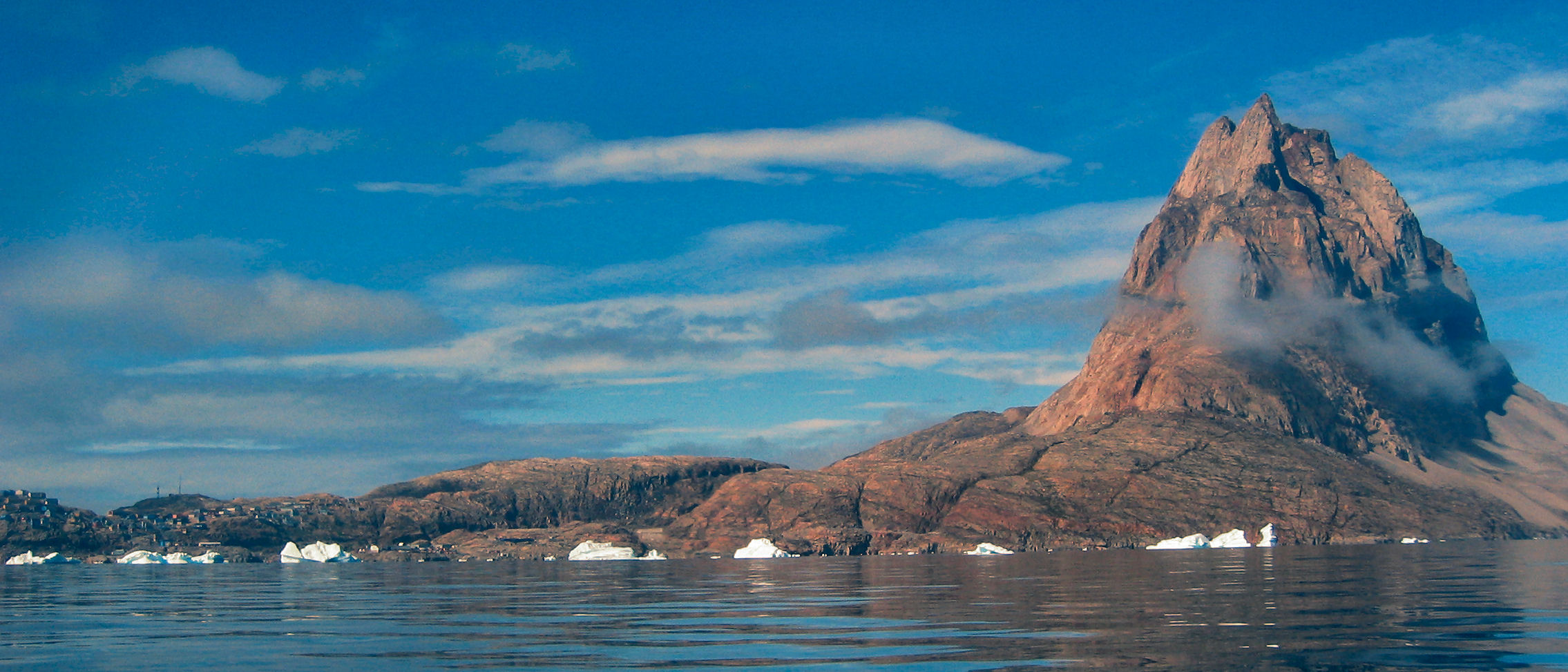
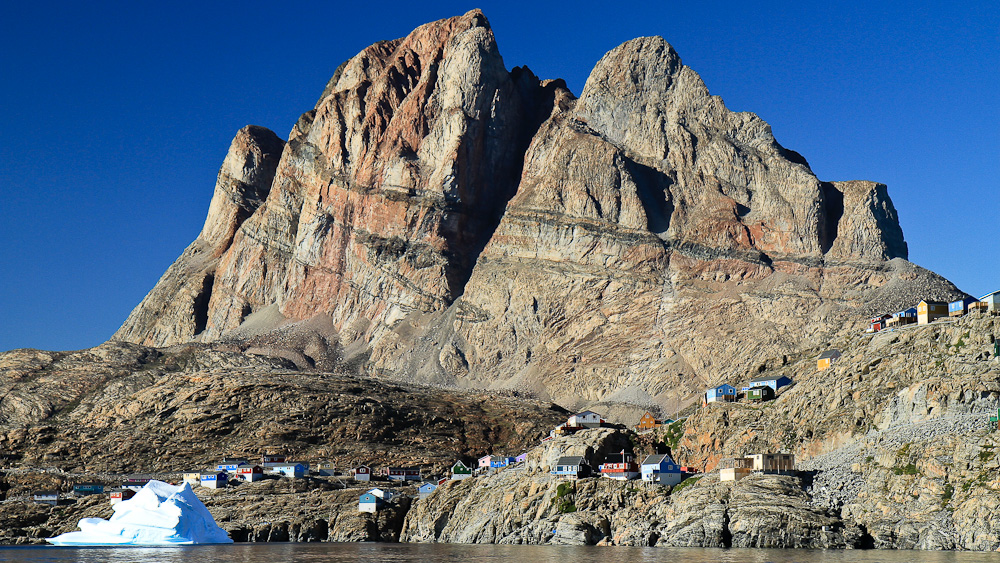
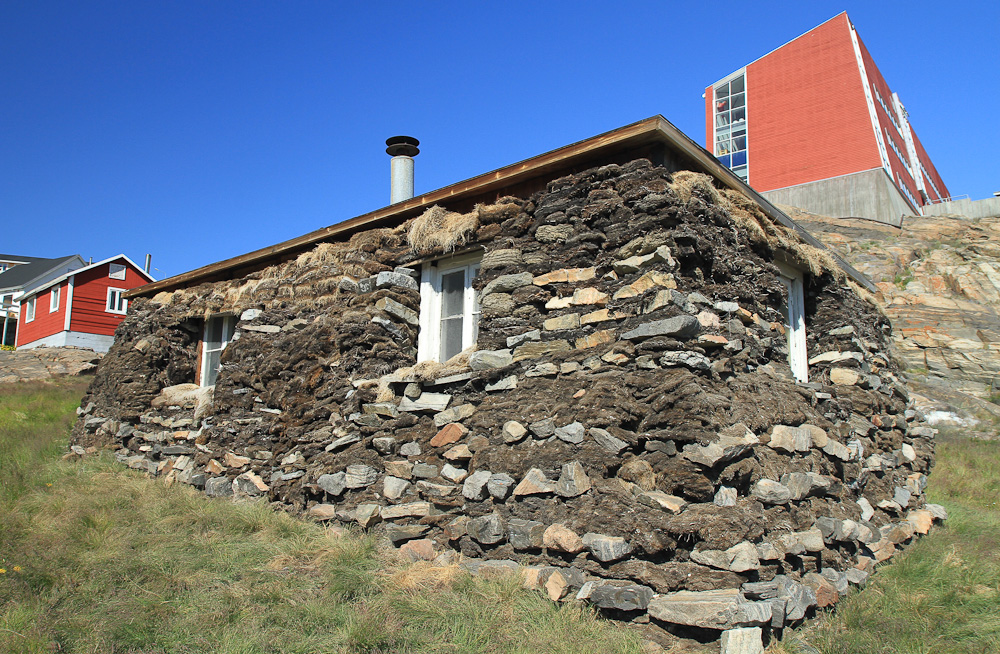
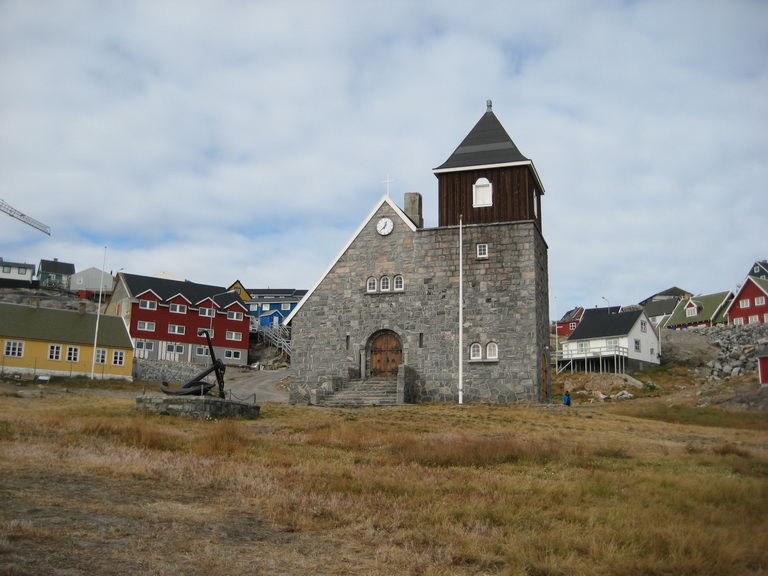